# 四川大学华西医学中心
四川大学华西医学中心（英語：West China Center of Medical Sciences of Sichuan University），是四川大学的一个介于大学和学院之间的教学、医疗和科研机构，相当于四川大学医学部。

## 历史沿革
1905年，英、美、加三国基督新教在川差会通过了创办“华西协合大学”的计划草案。1910年3月11日，华西协合大学正式举行了开学典礼。首任校长是美国人毕启。
1951年，華西協合大學改名爲「華西大學」。隨後，中華人民共和國在全國進行院系調整，華西大學除醫藥學以外的專業均被調離，但也有其他高校的醫學學科併入該校。1953年，僅剩下醫學科的華西大學改名爲「四川醫學院」。1985年，四川醫學院改名爲「華西醫科大學」，後者於2000年與四川大學合併，現爲「四川大學華西醫學中心」。

## 下属学院
- 华西基础医学与法医学院
- 华西公共卫生学院
- 华西口腔医学院
- 华西临床医学院(华西护理学院)
- 华西药学院[1]

## 附属医院
- 四川大学华西医院
- 四川大學華西第二醫院
- 四川大学华西第四医院
- 四川大学华西口腔医院[1]
- 四川大學華西廈門醫院